# Liu Jinli
Liu Jinli (née le 16 mars 1989 à Qiqihar) est une curleuse chinoise.

## Palmarès

### Jeux olympiques
| Épreuve / Édition | Vancouver 2010 |
| Curling           | Bronze         |

### Championnats du monde
| Épreuve / Édition | Vernon 2008 | Gangneung 2009 |
| Curling           | Argent      | Or             |